# Salvatore Auteri-Manzocchi
Salvatore Auteri-Manzocchi (Palerm, Sicília, 26 de desembre de 1845 - Parma, 21 de febrer de 1924) fou un compositor italià.
Era el fill de la cantant famosa Almerinda Manzocchi, que només li va donar una educació musical elemental. Va començar a estudiar dret a Pisa, i només després de graduar-s'hi va començar els estudis de música a Palerm amb P. Platania (1867-1869) i a Florència amb T. Mabellini (1870-1873). Fou professor de cant professor i director del conservatori de Parma. El 1878 va estrenar al Gran Teatre del Liceu l'òpera Il Negriero, que només cinc anys més tard va ser estrenat al seu país natal.

## Òperes
- Dolores (llibret de M. Auteri-Pomàr), dramma lirico (1875, Florència)
- Il Negriero (M. Auteri-Pomàr), opera seria (1878, Barcelona)
- Stella (Stefano Interdonato), dramma lirico 3 Akte (1880, Piacenza i 1881, Florència)
- Il Conte di Gleichen (M. Auteri-Pomàr), dramma lirico (1887, Milà i 1888, Niça)
- Graziella (Michele Carlo Caputo), opera seria (1894 Milà; per l'editor Edoardo Sonzogno)
- Severo Torelli (M. Auteri-Pomàr), opera seria (1903, Bolonya)